# Halloween III: Season of the Witch
Halloween III: Season of the Witch (titulada Halloween III: El día de la bruja en España, Halloween III: Noche de brujas en Hispanoamérica, Halloween III: El imperio de las brujas en México y El imperio de la brujería en Colombia) es una película de terror de 1982 dirigida por Tommy Lee Wallace y protagonizada por Tom Atkins, Stacey Nelkin y Dan O'Herlihy. Es la tercera entrega de la saga Halloween, y la única película en que no aparece el personaje de Michael Myers. Esto se debe a que se buscaba crear una especie de antología, donde las distintas películas contarían distintas historias y no tendrían más relación que la de compartir una temática centrada en el terror.
Además de abandonar la historia de Myers, Halloween III se alejó del género slasher adoptado por las dos primeras películas. La idea de un asesino en serie fue reemplazada por elementos de brujería y científicos locos. La violencia gráfica que había caracterizado a las entregas anteriores disminuyó, pero conservando aún la presencia de muertes en pantalla.
La película contó con un presupuesto de 2,5 millones de dólares, pero solo recaudó 14,4 millones en los cines de Estados Unidos, convirtiéndose, hasta ese momento, en la película de la saga Halloween que menos dinero había obtenido. La cinta recibió además una respuesta negativa por parte de la crítica cinematográfica. Aunque la primera película de la serie fue considerada como novedosa y una influencia para otras cintas, esta tercera entrega fue vista como trillada por gran parte de los críticos.

## Trama
La noche del 23 de octubre, el dueño de una tienda de máscaras, Harry Grimbridge (Al Berry), es perseguido por dos hombres en traje. Grimbridge, que lleva consigo una máscara de calabaza, llega a una gasolinera pidiendo ayuda y es llevado al hospital por un trabajador que estaba en el lugar. El hombre es atendido por el doctor Daniel Challis (Tom Atkins), a quien le dice que "nos matarán a todos". El doctor, que no comprende el mensaje, decide ir a dormir una siesta, dejando al paciente en una habitación del hospital. Posteriormente, Grimbridge es asesinado por uno de los hombres en traje, quien le parte el cráneo. Cuando una enfermera se da cuenta de lo sucedido, avisa a Challis, el cual persigue al asesino. Sin embargo, el hombre sube tranquilamente a su automóvil, se rocía con gasolina y se prende fuego, explotando junto al vehículo.
Al día siguiente, la hija de Grimbridge, Ellie (Stacey Nelkin), es llamada para reconocer a su padre. Ellie no puede ocultar su pesar ante la muerte de éste. Mientras tanto, el doctor Challis le pide a su ayudante que analice los restos del coche en el hospital. La hija de Grimbridge contacta al doctor Challis informándole que investigará el asesinato de su padre, para descubrir quién es el responsable. Ambos viajan al pueblo de Santa Mira (California), lugar donde se fabricó la máscara que tenía Harry Grimbridge el día de su muerte.
Para no llamar la atención de los habitantes, deciden quedarse en un motel del pueblo. Allí descubren que la compañía de máscaras, llamada Silver Shamrock, es propiedad del irlandés Conal Cochran (Dan O'Herlihy), quien llegó hace algunos años al pueblo. En el motel se aloja además la familia Kupfer y una vendedora llamada Marge Guttman, quienes están en el lugar para recoger unos pedidos de máscaras de la fábrica. Durante la noche, la señora Guttman intenta desarmar el sello de la fábrica (que había sido separado de la máscara por su hijo), y recibe una descarga láser que le desfigura el rostro. Inmediatamente llegan "paramédicos" que trasladan a la accidentada a la fábrica de máscaras.
Al día siguiente, y como parte de la investigación acerca de lo que le pudo haber pasado al Sr. Grimbridge, Ellie y Challis van hasta la fábrica, donde se encuentran con los Kupfer. Posteriormente aparece el Sr. Cochran, quien los invita a dar un paseo por la fábrica, a lo que ellos aceptan. Durante éste paseo, el doctor Challis nota a varios hombres en traje, muy parecidos al que mató al Sr. Grimbridge. Ellie, por su parte, descubre que el automóvil de su padre estaba en la fábrica, pero al intentar acercarse los sujetos en traje le cierran el paso.
Ellie y Challis deciden irse del pueblo, ya que sentían que pasaban cosas muy extrañas. Sin embargo, Ellie es capturada por los hombres en traje y se la llevan. El doctor ingresa a la fábrica por la noche para rescatarla, y allí descubre que los trabajadores no son humanos, sino que androides. Tras esto, Challis es capturado y llevado ante Cochran. El dueño le revela que las máscaras contienen un chip que será activado el 31 de octubre en la noche, a través de un comercial de televisión, matando a todos los que estén ocupándolas en aquel momento. Esto se lograría ya que los chips contienen una pequeña fracción de una piedra del Stonehenge, que había sido robada días atrás.
Para demostrarle cómo funciona, Cochran le muestra a la familia Kupfet, que estaba en otra habitación. Allí les enseñan el anuncio de televisión de la compañía y el hijo es víctima de la acción de la máscara. El doctor Challis no puede soportar ver cómo del hijo de los Kupfer salen insectos y serpientes, que terminan por matar a toda la familia. Tras esto, el doctor Challis es recluido en una habitación aislada, donde Cochran le explica que está haciendo todo esto para volver a poner de manifiesto la fiesta celta pagana Samhain, para lo que piensa gastarle una "broma" a todos los niños.
Sin embargo, Challis logra escapar y libera a Ellie. Cuando llega al centro de mando donde se hallaban los trabajadores de la fábrica y el señor Cochran, el doctor pone el anuncio y arroja los sellos de la compañía, logrando que todo el lugar explote. Mientras huye en su automóvil, Challis es atacado por Ellie, que en realidad era una androide. Tras vencerla, el doctor llega a la gasolinera, donde llama por teléfono a las cadenas de televisión para que no pasen los anuncios. La película termina con el doctor Challis gritando por el teléfono que detengan la emisión del anuncio.

## Reparto
- Tom Atkins ... Dr. Daniel 'Dan' Challis
- Stacey Nelkin ... Ellie Grimbridge
- Dan O'Herlihy ... Conal Cochran
- Michael Currie ... Rafferty
- Ralph Strait ... Buddy Kupfer
- Jadeen Barbor ... Betty Kupfer
- Brad Schacter ... Buddy Kupfer Jr.
- Garn Stephens ... Marge Guttman
- Nancy Kyes ... Linda Challis
- Jonathan Terry ... Starker
- Al Berry ... Harry Grimbridge
- Wendy Wessberg ... Teddy
- Essex Smith ... Walter Jones

## Recepción
Halloween III: Season of the Witch recibió reseñas generalmente mixtas de parte de la crítica especializada y de la audiencia general. En el sitio web especializado Rotten Tomatoes, la película posee una aprobación de 48%, basada en 33 reseñas, con una calificación de 5.2/10 y con un consenso crítico que dice: "A pesar de su loable desviación de la fórmula de la serie, Halloween III: Season Of The Witch ofrece emociones mezquinas y tramas dudosas." De parte de la audiencia tiene una aprobación de 28%, basada en más de 50 000 votos, con una calificación de 2.4/5.
El sitio web Metacritic le dio a la película una puntuación de 50 de 100, basada en 11 reseñas, indicando "reseñas mixtas o promedio". En el sitio IMDb los usuarios le asignaron una calificación de 5.1/10, sobre la base de 55 904 votos, mientras que en la página web FilmAffinity la cinta tiene una calificación de 4.1/10, basada en 2 817 votos.
Roger Ebert del periódico Chicago Sun-Times, que había evaluado a la primera Halloween con la máxima calificación, sostuvo que la tercera entrega era inferior a la dirigida por John Carpenter, y agregó que la película estaba compuesta por «piezas reunidas de otras películas mejores». Vincent Cansby de The New York Times, en cambio, destacó el resultado final y escribió: «El Sr. [Tommy Lee] Wallace tiene una clara predilección por los clichés que parodia y lo hace con estilo».
Por otra parte, la canción “Happy Happy Halloween” (también conocida como “The Silver Shamrock Commercial”), una versión de “London Bridge Is Falling Down”, fue utilizada por el grupo de heavy metal Helloween como apertura de su EP debut y versionada con arreglos orquestales en su álbum debut, siendo coreada asiduamente en los conciertos de la banda por sus fanes desde entonces y durante casi cuarenta años. 